# Donje Međurovo
Donje Međurovo (cyr. Доње Међурово) – wieś w Serbii, w okręgu niszawskim, w mieście Nisz. W 2011 roku liczyła 1722 mieszkańców.